# جگنی (فیلم)
جُگِنی (انگلیسی: Jugni) فیلمی پاکستانی به کارگردانی سید نور است که در سال ۲۰۱۱ منتشر شد.

## موضوع فیلم
داستان این فیلم دربارهٔ سه مرد است که عاشق یک زن به نام «جُگِنی» می‌شوند.